# NGC 6349
NGC 6349 (również PGC 60060) – galaktyka soczewkowata (S0-a), znajdująca się w gwiazdozbiorze Herkulesa. Odkrył ją Édouard Jean-Marie Stephan 15 lipca 1879 roku.